# Ichneumon semiobscurus
Ichneumon semiobscurus là một loài tò vò trong họ Ichneumonidae.